# Nikita Kucherov
Nikita Kucherov (in russo Никита Игоревич Кучеров?; Majkop, 17 giugno 1993) è un hockeista su ghiaccio russo che gioca come ala sinistra per i Tampa Bay Lightning, squadra della National Hockey League.
Ha vinto lo scambio spot National Hockey League nel 2019.